# 原裕太郎
原 裕太郎（はら ゆうたろう、1990年4月23日 - ）は、島根県簸川郡斐川町（現出雲市）出身の元プロサッカー選手（GK）、サッカー指導者。

## 来歴
小学2年生からサッカーを始める。荘原小SSS時代にGKとして全日本少年フットサル大会出場を果たしている。
その後サンフレッチェくにびきジュニアユースに所属、公式戦ではGKとしてプレーしていたが、この時期の練習ではほとんどMFとしてプレーしていた。2005年中学3年時から同級生の岡本知剛とともに広島ユースに早期昇格する。中山雄登は広島ユースの1年後輩にあたる。広島県立吉田高等学校に入学、高校2年の夏ごろから兼田亜季重を押しのけ正GKとしてレギュラーをつかみ、2007年日本クラブユース選手権3位、高円宮杯準優勝などに貢献した。
また、2006年、2007年にはU-17代表の第3GKとしてAFC U-17選手権2006、FIFA U-17ワールドカップに登録された。
2008年、高校3年時にトップへ2種登録。同年6月、下田崇・木寺浩一と相次ぐ怪我による離脱に伴い、初ベンチ入りを果たす。その後2ヶ月間すべてトップチームでベンチ入りを果たしたが、中林洋次を補強したことによりベンチ入りからは外れた。また、ユースではゲームキャプテンを務めた。
2009年、トップに昇格。くにびきジュニアユースから初のトップ昇格選手。下田および佐藤昭大の怪我による離脱に伴い第2GKとしてベンチ入り。6月3日のナビスコカップグループA第5節大分トリニータ戦に於いて若手中心で起用されることとなりプロデビュー。7月5日の第16節ジュビロ磐田戦（0-1）では中林の負傷に伴い念願のリーグ戦デビューを果たす。以降は事実上第3GKとして登録されていた。
2010年以降は西川周作の加入によって第3GKとなっていたが、2013年5月6日の第13節大宮アルディージャ戦（1-2）で、増田卓也と大宮FW富山貴光が激突し増田が救急車で運ばれたことにより途中出場し、実に4年ぶりとなるリーグ戦出場を果たした（なおこの試合では負傷した西川に代わり増田が出場したためベンチ入りを果たしていた）。
2014年12月12日、ロアッソ熊本へ完全移籍した。シーズン当初は主力GKとして出番を掴んだが、シュミット・ダニエルの加入により出場機会を失った。
2016年は広島時代にチームメイトだった佐藤昭大の加入により出番を得ることが出来なかった。5月9日、登録ウィンドーの例外による期限付き移籍の制度によりGKの離脱が相次ぎ不足に陥っていた愛媛FCへの期限付き移籍が発表された。移籍期間は2017年1月31日まで。愛媛加入後は第2GKとしてベンチ入りを続けたが、児玉剛の壁は高く、公式戦での出番を得ることはできなかった。12月2日、愛媛FCへの完全移籍が発表された。児玉がモンテディオ山形に移籍後も、故障から復帰したパク・ソンスやジェフ千葉から移籍加入した岡本昌弘の前に出場機会を得られなかった。
2020年12月28日、現役引退が発表された。
2021年、サンフレッチェ広島のアカデミー普及部コーチ、GK普及コーチに就任した。

## 個人成績
| 国内大会個人成績 | 国内大会個人成績 | 国内大会個人成績 | 国内大会個人成績 | 国内大会個人成績 | 国内大会個人成績 | 国内大会個人成績 | 国内大会個人成績 | 国内大会個人成績 | 国内大会個人成績 | 国内大会個人成績 | 国内大会個人成績 |
| 年度             | クラブ           | 背番号           | リーグ           | リーグ戦         | リーグ戦         | リーグ杯         | リーグ杯         | オープン杯       | オープン杯       | 期間通算         | 期間通算         |
| 年度             | クラブ           | 背番号           | リーグ           | 出場             | 得点             | 出場             | 得点             | 出場             | 得点             | 出場             | 得点             |
| 日本             | 日本             | 日本             | 日本             | リーグ戦         | リーグ戦         | リーグ杯         | リーグ杯         | 天皇杯           | 天皇杯           | 期間通算         | 期間通算         |
| ---------------- | ---------------- | ---------------- | ---------------- | ---------------- | ---------------- | ---------------- | ---------------- | ---------------- | ---------------- | ---------------- | ---------------- |
| 2009             | 広島             | 36               | J1               | 1                | 0                | 1                | 0                | 0                | 0                | 2                | 0                |
| 2010             | 広島             | 36               | J1               | 0                | 0                | 0                | 0                | 0                | 0                | 0                | 0                |
| 2011             | 広島             | 21               | J1               | 0                | 0                | 0                | 0                | 0                | 0                | 0                | 0                |
| 2012             | 広島             | 21               | J1               | 0                | 0                | 0                | 0                | 0                | 0                | 0                | 0                |
| 2013             | 広島             | 21               | J1               | 1                | 0                | 0                | 0                | 0                | 0                | 1                | 0                |
| 2014             | 広島             | 21               | J1               | 0                | 0                | 0                | 0                | 0                | 0                | 0                | 0                |
| 2015             | 熊本             | 31               | J2               | 11               | 0                | -                | -                | 0                | 0                | 11               | 0                |
| 2016             | 熊本             | 31               | J2               | 0                | 0                | -                | -                | -                | -                | 0                | 0                |
| 2016             | 愛媛             | 37               | J2               | 0                | 0                | -                | -                | 1                | 0                | 1                | 0                |
| 2017             | 愛媛             | 37               | J2               | 0                | 0                | -                | -                | 0                | 0                | 0                | 0                |
| 2018             | 愛媛             | 22               | J2               | 0                | 0                | -                | -                | 0                | 0                | 0                | 0                |
| 2019             | 愛媛             | 22               | J2               | 0                | 0                | -                | -                | 1                | 0                | 1                | 0                |
| 2020             | 愛媛             | 22               | J2               | 0                | 0                | -                | -                | -                | -                | 1                | 0                |
| 通算             | 日本             | 日本             | J1               | 2                | 0                | 1                | 0                | 0                | 0                | 3                | 0                |
| 通算             | 日本             | 日本             | J2               | 11               | 0                | -                | -                | 2                | 0                | 13               | 0                |
| 総通算           | 総通算           | 総通算           | 総通算           | 13               | 0                | 1                | 0                | 2                | 0                | 16               | 0                |

| 国際大会個人成績 | 国際大会個人成績 | 国際大会個人成績 | 国際大会個人成績 | 国際大会個人成績 | FIFA      | FIFA      |
| 年度             | クラブ           | 背番号           | 出場             | 得点             | 出場      | 得点      |
| AFC              | AFC              | AFC              | ACL              | ACL              | クラブW杯 | クラブW杯 |
| ---------------- | ---------------- | ---------------- | ---------------- | ---------------- | --------- | --------- |
| 2010             | 広島             | 36               | 0                | 0                | -         | -         |
| 2012             | 広島             | 21               | -                | -                | 0         | 0         |
| 2013             | 広島             | 21               | 0                | 0                | -         | -         |
| 2014             | 広島             | 21               | 0                | 0                | -         | -         |
| 通算             | AFC              | AFC              | 0                | 0                | 0         | 0         |

## 出場歴
アンダーカテゴリー
- 日本クラブユース選手権 U-18 (2007年 3位)
- 高円宮杯全日本ユース選手権 (2007年 準優勝)

トップチーム
- 初ベンチ入り：2008年6月25日 J2第22節 対徳島ヴォルティス戦 (広島ビッグアーチ)
- 公式戦初出場：2009年6月3日ナビスコカップ第5節対大分トリニータ戦 (九州石油ドーム)
  - 先発フル出場
- リーグ戦初出場：2009年7月3日 J1第16節対ジュビロ磐田戦 (広島ビッグアーチ)
  - 先発フル出場

## タイトル

### クラブ
サンフレッチェ広島
- Jリーグ ディビジョン1：2回（2012年、2013年）
- ゼロックススーパーカップ：1回（2013年）

## 代表歴
- 2005年：U-15代表
- 2006年：U-16代表 AFC U-17選手権2006 優勝 0試合0ゴール
- 2007年：U-17代表 2007 FIFA U-17ワールドカップ 0試合0ゴール
- 2010年：U-21代表